# Стары-Дзикув (гмина)
Стары-Дзикув (пол. Stary Dzików) — сельская гмина (волость) в Польше, входит как административная единица в Любачувский повет, Подкарпатское воеводство. Население — 4556 человек (на 2004 год).

## Демография
| Перепись                       | Всего   | Всего | Женщины | Женщины | Мужчины | Мужчины |
| ------------------------------ | ------- | ----- | ------- | ------- | ------- | ------- |
| Единицы                        | человек | %     | человек | %       | человек | %       |
| Население                      | 4556    | 100   | 2248    | 49,3    | 2308    | 50,7    |
| Плотность населения (чел./км²) | 29,2    | 29,2  | 14,4    | 14,4    | 14,8    | 14,8    |

## Сельские округа
1. Цевкув
2. Мощаница
3. Новы-Дзикув
4. Стары-Дзикув
5. Улазув

## Поселения
1. Козеювка
2. Лебедзе
3. Мазарня
4. Парахувка
5. Витки
6. Воля-Цевковска